# Nové Město (Moldava)
Nové Město (německy Neustadt) je vesnice, část obce Moldava v okrese Teplice. Stojí v Krušných horách u silnice II/382 z Hrobu na Moldavu.

## Historie
První písemná zmínka o Novém Městě je v listině z 25. srpna 1341, kdy král Jan Lucemburský povolil Borešovi z Rýzmburka zřídit novou cestu přes hrad Rýzmburk na Dlouhou Louku a dále směrem na Nové Město a Pastviny a saský Rechenberg a Frauenstein. Obchodní cesta byla oblíbená a ves měla velké výnosy ze cla. Během husitských válek však zájem o přechod poklesl. V 15. století se do Čech dostal pěší za jeden haléř, jezdec za dva haléře a povoz za čtyři haléře. Dne 26. července 1438 vydal Friedrich Míšeňský privilegium, kterým se určovalo clo na celnici Nového Města. Cesta pozbyla významu za Vladislava Jagellonského.
Původně se vsi říkalo Strassburg, až později se objevuje název Nové Město. Na konci 18. století je zde podle Tereziánského katastru 33 domů, tavírna, mlýn a knížecí myslivna. Ves spadala do panství knížete Ferdinanda Lobkovice. V letech 1793–1805 zde byla manufaktura na spřádání bavlny Josefa Eustachia Horanda. V době rozmachu manufaktury bylo zaměstnáno až devadesát dělníků. Hotová příze se vozila k dalšímu zpracování do Verneřic. V první polovině 19. století je vedeno 201 obyvatel a 33 domů, pila, hostinec, mlýn a obydlí lesního, všichni lidé byli německé národnosti.
Na Novém Městě byla zřízena expozitura školy v Mikulově, jednotřídka o 23 žácích. V roce 1885 jich bylo již 47. Na počátku 20. století však byla škola zrušena a děti docházely do Mikulova. Nové Město nemělo a dodnes nemá svou poštu, faru a kostel. V roce 1885 se uvádí 37 domů a 187 obyvatel – Němců katolického vyznání.
Lidé se živili prací v lese, polním hospodářstvím, bylo tu několik řemeslníků pro potřebu obce a finanční stanice. V roce 1886 patřila k Novému Městu i osada Vilejšov a 24 domů v Oldříši na oldříšsko-grünwaldských ladech. Po roce 1922 se obě vsi opět osamostatnily. Obyvatelstvo bylo německé národnosti a po vysídlení zůstala obec prázdná. Dnes je z Nového Města rekreační oblast, osada obce Moldava. Z původních domů se zachovalo asi osm budov. Je tu několik horských hotýlků, Nové Město v létě žije rekreanty, cyklisty a turisty, v zimě zase běžkaři.

## Obyvatelstvo
|                                                                | 1869 | 1880 | 1890 | 1900 | 1910 | 1921 | 1930 | 1950 | 1961 | 1970 | 1980 | 1991 | 2001 | 2011 |
| -------------------------------------------------------------- | ---- | ---- | ---- | ---- | ---- | ---- | ---- | ---- | ---- | ---- | ---- | ---- | ---- | ---- |
| Obyvatelé                                                      | 222  | 187  | 335  | 346  | 327  | 257  | 376  | 268  | .    | 24   | 14   | 4    | 28   | 32   |
| Domy                                                           | 37   | 37   | 66   | 71   | 67   | 69   | 69   | 67   | .    | 14   | 8    | 8    | 11   | 15   |
| Údaje z roku 1961 jsou zahrnuty v datech místní části Moldava. |      |      |      |      |      |      |      |      |      |      |      |      |      |      |

## Doprava
Katastrálním územím Nové Město u Mikulova vede památkově chráněná část železniční trati zvané Moldavská horská dráha, na které má vesnice zastávku Mikulov-Nové Město. Trať ve východní části katastrálního území vede Novoměstským tunelem.

## Pamětihodnosti
- Chata na Bouřňáku. Autorem myšlenky výstavby turistické chaty na Bouřňáku byl učitel a zakladatel české krušnohorské turistiky Karel Lím v roce 1923. Pozemek byl získán od Lobkoviců. V roce 1927 byla vyměřena cesta a staveniště a byla postavena veranda. Dne 15. července 1928 se konalo slavnostní položení základního kamene. Na chatě je pamětní deska Karlu Límovi od akademického sochaře Františka Rábela. Chata stála asi jeden milión korun a byla slavnostně otevřena 8. června 1930.
- Přírodní památka Buky na Bouřňáku
- Přírodní rezervace Grünwaldské vřesoviště